# 令旨
令旨（りょうじ）とは、律令制のもとで出された、皇太子・三后（太皇太后・皇太后・皇后）の命令を伝えるために出した文書。
中国（唐）では皇太子の命令を伝える文書を「令」といったが、それが日本に伝わり、日本では皇太子の命令を伝える文書を令旨といい、太皇太后・皇太后・皇后の出す文書もこれに準じた。平安時代中期以降は、皇太子・三后に加えて女院や親王などの皇族の命令も令旨と呼ばれるようになった。
歴史上有名な令旨としては、治承・寿永の乱（源平合戦）の際に諸国の源氏に挙兵を命じるために以仁王が発した「以仁王の令旨」があるが、これは皇太子でも親王でもない以仁王が命令の正統性を高めるためにあえて親王の身位を冒して発したもので、本来ならば王の命令書は「御教書」と呼ばれるべきものだった。
なお、天皇の命令を伝える文書に宣旨・綸旨などがある。